# Presidente de Gambia
El Presidente de Gambia es el jefe de Estado y de gobierno de este país africano, constituyendo el cargo político más alto del país.  Adama Barrow, vencedor de las elecciones presidenciales de Gambia de 2016, que asumió el cargo el 19 de febrero de 2017.

## Historia
En 1964 Gambia alcanzó la independencia como una monarquía dentro de la Mancomunidad británica, un régimen parlamentario y un primer ministro como jefe de gobierno. Sin embargo, en 1965, el Parlamento aprobó una ley que convertía a Gambia en una república, aunque se mantuvo como monarquía hasta que el nuevo proyecto (1969) fue aprobado en referéndum. El cargo de primer ministro fue abolido y se estableció un régimen presidencialista.
El primer presidente fue Dawda Jawara que gobernó entre 1970 y 1994. A diferencia de muchos países de su entorno, Gambia mantuvo el multipartidismo, aunque eso no evitó las acusaciones de corrupción política. En 1992 Jawara anunció que no volvería a presentarse a la reelección, pero la tensión derivada de tal decisión le llevó a replantearse la situación, finalmente se impuso en las elecciones presidenciales para el mandato que debía concluir en 1997.
El 22 de julio de 1994 un grupo de soldados liderados por Yahya Jammeh, dio un golpe de Estado incruento  y tomó el poder. En 1996, Jammeh anunció el retorno a un gobierno civil, tras la redacción de una nueva constitución. A pesar de que esta prometía un régimen multipartidista, en la práctica la mayor parte de los poderes eran entregados al Presidente, que tenía un número ilimitado de mandatos.  Las elecciones presidenciales se celebraron en septiembre de ese mismo año. A pesar de que inicialmente no tenía la intención de participar, Jammeh finalmente lo hizo, fundando su partido político, la Alianza para la Reorientación y la Construcción Patriótica, renunció a su rango militar, y resultó ganador. El proceso electoral fue impugnado por la oposición y ocurrió sin presencia de observadores de Comunidad Británica de Naciones (Commonwealth) y la Unión Africana que se negaron a participar en el proceso.
El régimen de Jammeh estuvo plagado de declaraciones polémicas y acusaciones de violación de los derechos humanos (persecución de opositores, restricción a la libertad de prensa, homofobia) aunque si prohibió la mutilación genital femenina y los matrimonios infantiles. Mantuvo una política exterior alejada de Estados Unidos y la Unión Europea, estableciendo relaciones diplomáticas con la República Popular de China y Cuba, tradicionales enemigos de Estados Unidos. En 2013 abandonó la Mancomunidad de Naciones.
En 2016 perdió las elecciones presidenciales y reconoció su derrota. Sin embargo el 9 de diciembre, tras la revisión de la Comisión Electoral, al conocerse los nuevos datos anunció que no cedería el poder considerando que el escrutinio estuvo plagado de irregularidades. Los resultados de la revisión de la Comisión Electoral no cambiaban el hecho de su derrota.
Tras el fracaso de la negociación con los representantes de la CEDEAO, a la que también pertenece Gambia, por la negativa de Jammeh a abandonar el poder, se produjo una intervención militar de la CEDEAO que expulsó del poder al presidente en enero de 2017. El 19 de enero de ese año tomaba posesión del cargo el vencedor de las elecciones de 2016, Adama Barrow.

## Elección
Para ser presidente, los principales requisitos, según la constitución de 1996, son: 
- Ser ciudadano de Gambia por nacimiento o descendencia.
- Ser mayor de treinta años, y no superar los sesenta y cinco.
- Ser residente de Gambia durante los cinco años previos a su elección.
- Haber completado la educación secundaria superior.
- Cumplir con los requisitos para ser elegido en la Asamblea Nacional de Gambia.

Un candidato no puede ser elegido presidente si:
- Tiene doble nacionalidad.
- Ha sido declarado culpable por algún delito por cualquier corte o tribunal establecido por la ley.
- Ha sido encontrado responsable de mala conducta, negligencia, corrupción, o comportamiento inapropiado por cualquier comité de investigación establecido por el legislativo.

## Mandato
El presidente es elegido para un mandato de 5 años sin limitación de mandatos. El presidente puede ser cesado en cualquier momento por la Asamblea Nacional si no supera una moción de censura apoyada por dos tercios de la cámara (artículo 63, punto 3).
El mandato presidencial puede ser ampliado más allá de los 5 años de una legislatura, sin necesidad de elecciones, en caso de estados de emergencia que exijan mantener la Asamblea Nacional también más de 5 años. (artículo 99, punto 2).
En caso de incapacidad temporal el cargo, una vez aprobada esta incapacidad por los tribunales, podrá ser ocupada por el Vicepresidente o por el presidente de la Asamblea Nacional (artículo 64). En caso de vacante por fallecimiento o renuncia, igualmente asumirá el puesto el vicepresidente o el presidente de la Asamblea Nacional (artículo 65).
En el caso de incapacidad mental o física (artículo 66) o mala conducta del presidente (artículo 67), este podrá ser cesado cuando la mitad más uno de los miembros de la Asamblea Nacional hagan llegar un documento al Presidente de dicha asamblea, y esta lo apruebe por dos tercios en una votación posterior.

## Poderes
El presidente dirige el poder ejecutivo y es el comandante en jefe de las Fuerzas Armadas (artículo 61), además debe defender el cumplimiento de la Constitución como ley suprema del país (artículo 62). 
El presidente preside el gabinete de gobierno, compuesto por el vicepresidente y secretarios de estado, que son responsables ante el presidente (artículo 73). El presidente deberá dirigirse a la Asamblea Nacional una vez cada año para notificar el estado del país y las políticas del gobierno, además de responder a las preguntas emitidas por la Asamblea sobre su gobierno.
En calidad de comandante en jefe preside el Consejo de Seguridad Nacional (artículo 78). Es el encargado de la política exterior, conceder el derecho de gracia, nombramientos públicos o recompensar con honores y premios. 
El presidente goza de inmunidad durante su mandato, no pudiendo iniciar ningún proceso criminal o civil contra su persona. (artículo 69)

## Lista de presidentes (1970 - )
| Espectro político                                                                                             |
| --- |
| Partido Progresista Popular Alianza para la Reorientación y la Construcción Patriótica Militar Coalición 2016 |

- Muerto en el cargo (†)
- Desposeído por un golpe de Estado (♠)

| Primera república (1970-1996)                                       |  |                          |                       |                         |                                                            |                          |
|                                                                     |  | Dawda Jawara (1924-2019) | 24 de abril de 1970   | 22 de julio de 1994 (♠) | Partido Progresista Popular                                | 1972 1977 1982 1987 1992 |
| Consejo del Gobierno Provisional de las Fuerzas Armadas (1994-1996) |  |                          |                       |                         |                                                            |                          |
|                                                                     |  | Yahya Jammeh (1965-)     | 22 de julio de 1994   | 18 de octubre de 1996   | Militar                                                    | -                        |
| Segunda república (1996-)                                           |  |                          |                       |                         |                                                            |                          |
|                                                                     |  | Yahya Jammeh (1965-)     | 18 de octubre de 1996 | 19 de enero de 2017     | Alianza para la Reorientación y la Construcción Patriótica | 1996 2001 2006 2011      |
|                                                                     |  | Adama Barrow (1965-)     | 19 de enero de 2017   | Presente                | Coalición 2016 NPP                                         | 2016 2021                |